# Beilschmiedia triplinervis
Beilschmiedia triplinervis är en lagerväxtart som beskrevs av Teschn.. Beilschmiedia triplinervis ingår i släktet Beilschmiedia och familjen lagerväxter. Inga underarter finns listade i Catalogue of Life.